# Robur
Robur (нем. VEB Robur-Werke Zittau) — автопроизводитель в ГДР, выпускавший грузовые автомобили, автофургоны и автобусы в городе Циттау.

## История
Производство было создано на базе национализированного автозавода компании «Феномен» (Phänomen), переименованного в 1946 году в VEB Kraftfahrzeugwerk Phänomen Zittau, а затем в 1957 году в VEB Robur-Werke Zittau.

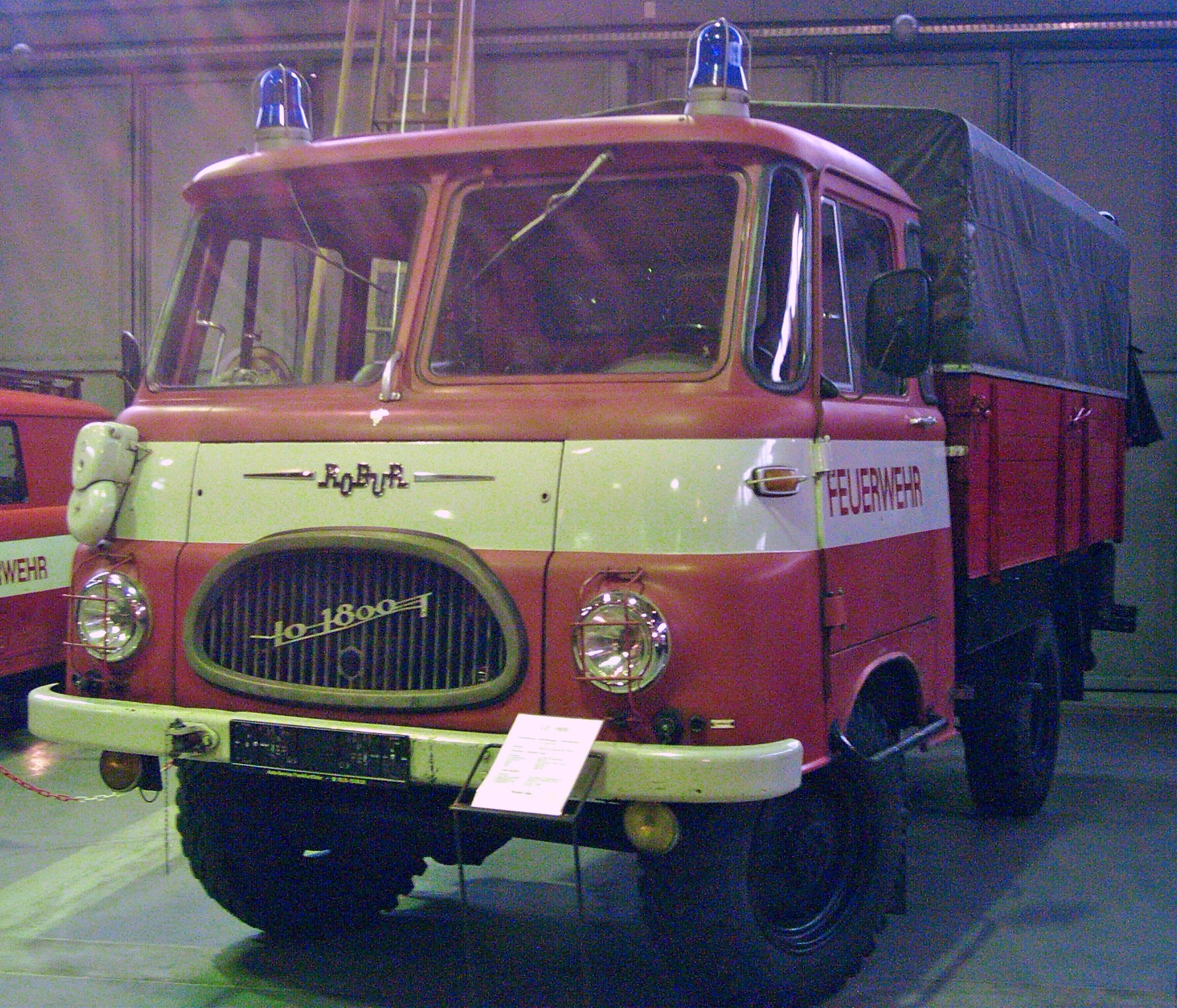
Robur LO 1800 A

В 1961 году на Лейпцигской ярмарке был представлен новый грузовой автомобиль Robur LO 2500. Автомобиль имел грузоподъёмность 2,5 тонны. Грузовик выпускался в двух базовых модификациях LO 2500 с бензиновым двигателем и LD 2500 с вихрекамерным дизелем. Чуть позже к ним прибавился полноприводный (4х4) армейский грузовик LO 1800A грузоподъёмностью 1,8 тонны.
В 1964 году завод представил подъемно-транспортную машину ГМГ 2-70 (получившую золотую медаль Лейпцигской ярмарки 1964 года).
В 1968 продукция предприятия была модернизирована. Внешней отличительной особенностью обновлённых грузовиков моделей LO 2501 LO 1800A стала новая упрощённая решётка радиатора с горизонтальными прорезями вместо предыдущей оригинальной овальной формы. В 1973 году автомобилям была поднята грузоподъёмность до 3 тонн у LO 3000 (бортовой) и до 2,6 т у LD 3000 (цельнометаллический фургон), и до 2 тонн у LO 2002 A. Автомобили «Робур» получили форсированный до 75 л.с. бензиновый двигатель либо 70-сильный дизель, а также двухконтурный привод тормозов. Все выпускаемые модели имели трёхместную кабину, размещённую над двигателем.
В 70-х годах XX века продукция «Робур» устарела, требовалось новое поколение грузовиков. Предприятие в период с 1972 по 1979 годы построило ряд опытных образцов, которые в силу экономических проблем ГДР не удалось поставить на конвейер. Всё ограничилось лишь очередным усовершенствованием выпускаемых автомобилей «Робур» в 1982 году. Обновлённые LO/LD 3001 и LO/LD 3002 получили экономичные дизельные двигатели мощностью 68 л.с. Помимо базовых автомобилей предприятием выпускалось большое количество модификаций и шасси, пожарные и медицинские автомобили, а также автобусы малой вместимости (до 26 чел). Продукция «Робур» пользовалась большим спросом в странах социалистического лагеря. В СССР значительные поставки «Робуров» начались с первой половины 1980-х годов, преимущественно это были автофургоны с изотермическим кузовом, перевозившие продовольственные товары, и автофургоны общего назначения, перевозившие промышленные товары. В середине 1980-х в Москве проводился эксперимент с использованием маршрутного такси на базе грузопассажирской версии «Робура». Ко второй половине 80-х к ним присоединились интегрированные автофургоны как правило специального назначения, например передвижные электротехнические лаборатории.

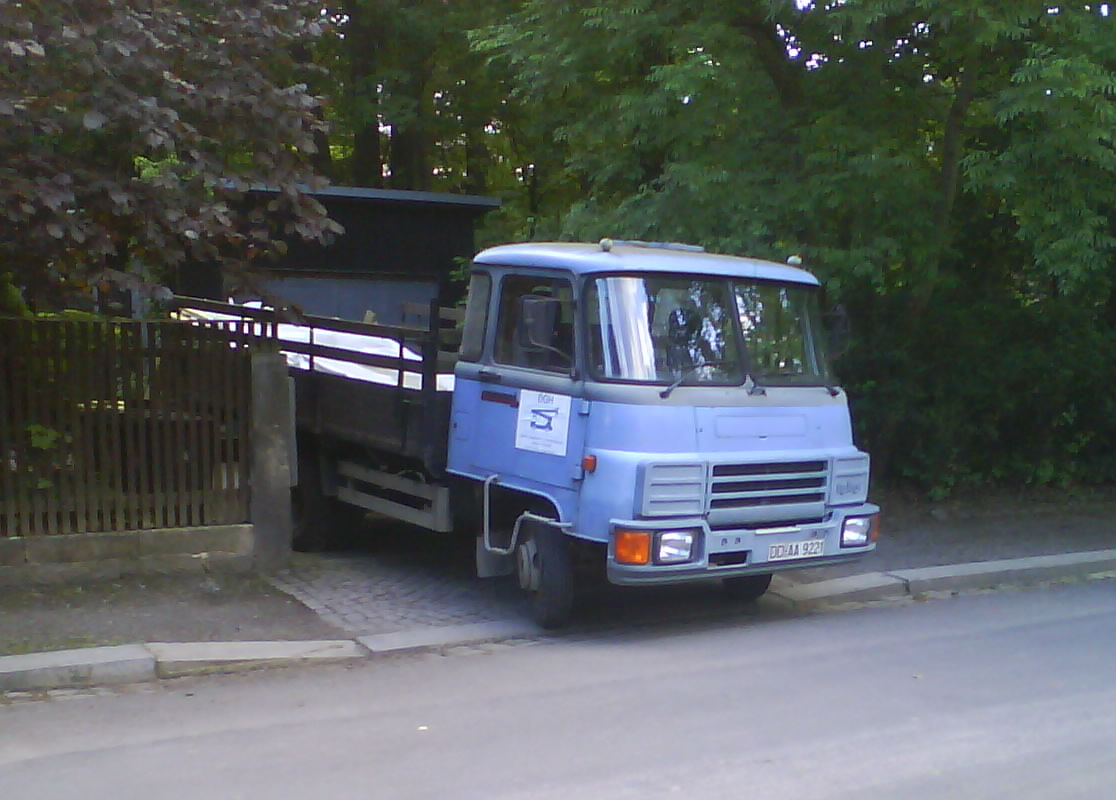
Robur LD 3004

С распадом социалистического лагеря, основного потребителя продукции «Робур», предприятие, выпускающее морально устаревшую продукцию, оказалось в крайне тяжёлом положении. После объединения Германии компании ГДР получили доступ на европейский рынок. Предприятие попыталось подтянуть качественный и технический уровень своих автомобилей. В 1991 году был представлен LD 3004 с дизелем Magirus-Deutz и новым оформлением передней части кабины. Однако продукция завода не могла конкурировать с западно-германскими автопроизводителями, в виду чего производство автомобилей на заводе было прекращено. В 1995 году предприятие было куплено концерном «Даймлер-Бенц». В настоящее время Робур занимается производством автозапчастей.

## Robur в СССР и постсоветском пространстве
Во времена своего производства эти машины активно импортировались в СССР, имея весьма своеобразную репутацию. 
С одной стороны, по тем временам эти машины считались более технически продвинутыми, чем, например "ГАЗ-53", но обладали куда меньшей проходимостью и выносливостью, были более требовательны к условиям эксплуатации.

## В игровой и сувенирной индустрии
- 24.07.2013 модель Robur LD3001 (бортовой с тентом) в масштабе 1\43 вышла в рамках проекта «Kultowe Auta PRL-u» (№ 128) (Польша)
- 02.08.2014 модель Robur LD3000 (фургон) в масштабе 1\43 вышла в рамках проекта «Автомобиль на службе» (№ 72)